# مورو (فیلم)
مورو (انگلیسی: Murrow) یک تله‌فیلم بریتانیایی دربارهٔ زندگی ادوارد مورو است که در سال ۱۹۸۶ منتشر شد.

## بازیگران
- دانیل جی.تراونتی
- دابنی کلمن
- رابرت وان
- جان مک‌مارتین
- ادوارد هرمان
- کاترین لی اسکات
- دیوید سوشی